# الی هیرش
اِلی هیرش (زاده‌ی ۱۹۳۸) یک فیلسوف آمریکایی و استاد فلسفه در کرسی چارلز گلدمن دانشگاه برندایس است. 
وی بیش از ۷۰ کتاب و مقاله در زمینه متافیزیک و معرفت‌شناسی نوشته است. او بیشتر به خاطر کارش در [[فرا-هستی‌شناسی]] شناخته می‌شود، که مفهوم "واریانس کمیت‌سنج" را معرفی کرده است. بسیاری از نوشته‌های او به ایرادات هستی‌شناسی مبتنی بر عقل سلیم می‌پردازند و ادعا می‌کنند که اختلافات در مورد آنچه وجود دارد بیشتر گرد آسه‌ی زبان‌شناسی می‌چرخد و تنها سرشت گفتاری دارد.
هیرش مدرک دکترا و کارشناسی ارشد خود را از دانشگاه نیویورک و مدرک کارشناسی خود را از کالج بروکلین دانشگاه نیویورک دریافت کرد. 

## همچنین ببینید
- واریانس کمیت‌سنج